# 14 d'octubre
El 14 d'octubre és el dos-cents vuitanta-setè dia de l'any del calendari gregorià i el dos-cents vuitanta-vuitè en els anys de traspàs. Queden 78 dies per finalitzar l'any.

## Esdeveniments
Països Catalans
- 1915 - Barcelona: un decret de la Mancomunitat de Catalunya crea l'Escola Superior de Bibliotecàries per a la formació de personal per a biblioteques; començarà a funcionar el 22 de novembre.
- 1917 - Barcelona: S'inaugura el monument a la pintora Pepita Texidor al Parc de la Ciutadella, primer monument que la ciutat dedicava a una dona per la seva professió.[1]
- 1957 - València: el Túria es desborda, inunda la ciutat i hi causa nombroses víctimes (Gran Riuada de València).
- 2019 - Barcelona: Ocupació de la terminal 1 de l'aeroport del Prat organitzada per Tsunami Democràtic com a resposta a la publicació de la sentència del judici contra els líders del procés independentista aquell mateix dia.

Resta del món
- 1066 - Regne d'Anglaterraː Batalla de Hastings. Comença la conquesta normanda d'Anglaterra.[2]
- 1469 - Matrimoni de Ferran d'Aragó amb Isabel de Castella, futurs Reis Catòlics.
- 1670 - Castell de Chambord, Regne de França: primera representació de Le bourgeois gentilhomme de Molière.
- 1758 - Hochkirch (Saxònia, Alemanya): el Sacre Imperi guanya la batalla de Hochkirch contra Prússia en el curs de la Guerra dels Set Anys.
- 1805 - Elchingen (Baviera, Alemanya): les tropes de la Primera República Francesa guanyen contra els austríacs en la batalla d'Elchingen en el marc de la guerra de la Tercera Coalició.
- 1806:
  - Jena (Turíngia, Alemanya): l'exèrcit de la Primera República Francesa obté una victòria decisiva en la batalla de Jena contra l'exèrcit prussià en el marc de la guerra de la Quarta Coalició.
  - Auerstädt (Prússia, actualment a Turíngia, Alemanya: l'exèrcit prussià surt derrotat en la batalla d'Auerstädt contra l'exèrcit de Napoleó a la guerra de la Quarta Aliança.
- 1888 - Roundhay (Leeds): Louis Le Prince roda l'Escena al jardí de Roundhay, primera pel·lícula cinematogràfica conservada (2’’11’’’).
- 1947 - Base de la Força Aèria Edwards, Califòrnia: Chuck Yeager trenca per primera vegada la barrera del so en un avió Bell X-1.
- 1964 - Moscou, Unió Soviètica: el Comitè Central del PCUS destitueix Nikita Khrusxov de tots els seus càrrecs.
- 2020 - Els gihadistes del nord de Moçambic ataquen per primer cop a Tanzània, en la regió de Mtwara, matant 20 civils i 2 militars.[3]

## Naixements
Països Catalans
- 1802 - Ciutat de Mallorca: Concepción Rodríguez, actriu mallorquina (m.1880).[4]
- 1853 - Olot (Garrotxa): Marià Vayreda, escriptor i pintor català (m. 1903).
- 1857 - Sant Feliu del Racó (Vallès Occidental): Enric Clarasó i Daudí, escultor modernista català (m. 1941).
- 1873 - Sueca (la Ribera Baixa): Josep Serrano i Simeón, compositor valencià, autor de l'Himne de l'Exposició actualment himne oficial del País Valencià (m. 1941).
- 1904 - Perpinyà: Jean Marcellin Joseph Calixte Gilles, general nord-català de l'exèrcit francès.
- 1948 - Barcelona: Mercè Boada i Rovira, neuròloga catalana dedicada a les malalties neurodegeneratives, en especial a la malaltia d'Alzheimer.[5]

Resta del món
- 1770 - Goa, Índia Portuguesa: Rogério de Faria, empresari portuguès. Fou un dels pioners del comerç d'opi amb la Xina.
- 1797 - Viena: Ida Pfeiffer, viatgera austríaca i una de les primeres exploradores europees (m. 1858).[6][7]
- 1856 - Boulogne-sur-Mer, Vernon Lee, escriptora britànica d'assaig, novel·la, contes de fantasmes, viatges i poesia (m. 1935).[8]
- 1871 - Viena: Alexander von Zemlinsky, compositor i director d'orquestra austríac (m. 1942).[9]
- 1872 - Hamburg: Margarete Susman, poeta, escriptora i crítica jueva alemanya (m. 1966).[10]
- 1882 - Nova York (EUA): Éamonn de Valera, polític irlandès republicà (m. 1975).
- 1888 - Wellington (Nova Zelanda): Katherine Mansfield, escriptora modernista neozelandesa (m. 1923).[11]
- 1893 - Springfield (Ohio), Estats Units: Lillian Gish, actriu estatunidenca (m. 1993).[12]
- 1901 - Pennsilvània, Estats Units: Clair Omar Musser, percussionista estatunidenc (m. 1998).
- 1911 - Nam Ha, Vietnam: Lê Đửc Thọ, militar i polític vietnamita, Premi Nobel de la Pau de l'any 1973 (hi va renunciar) (m. 1990).
- 1914 - Washington DC (EUA): Raymond Davis Jr., químic i físic nord-americà, Premi Nobel de Física de l'any 2002.
- 1905 - Berlín: Ruth Bernhard, fotògrafa americana, alemanya de naixement, que es donà a conèixer amb els seus nus (m. 2006).[13]
- 1906 - Hannover (Alemanya): Hannah Arendt, politòloga i teòrica política alemanya d'origen jueu (m. 1975).[14]
- 1929 - Charleston, Virgínia de l'Oest (USA): George Crumb, compositor estatunidenc.[15]
- 1927 - Stockwell, Londres, Anglaterra: Roger Moore, actor anglès (m. 2017).
- 1932 - Leverkusen, Alemanya: Wolf Vostell, artista alemany creador de les primeres obres de videoart i instal·lacions amb televisions (m. 1998).[16]
- 1935 - Bern, Idaho (EUA): La Monte Young, compositor estatunidenc.[17]
- 1946 - Salt Lake City, Utah (EUA): John Craig Venter, biòleg i home de negocis estatunidenc, conegut pel projecte del Genoma Humà.[18]
- 1949 - Puertollano, Ciudad Real: Cristina García Rodero, fotoperiodista espanyola.[19]
- 1952 - Hèlsinki: Kaija Saariaho, compositora finlandesa.[20]
- 1965 - Los Angeles, Califòrnia, EUA: Karyn White, cantant estatunidenc.

## Necrològiques
Països Catalans
- 1978 - Barcelona: Jordi Martínez de Foix i Llorenç, militant independentista i socialista català, mort en manipular un explosiu (n. 1957).
- 2013 -
  - Barcelona: Max Cahner i Garcia, editor, polític i historiador de la literatura catalana (n. 1936).
  - Barcelona: Toni Catany, fotògraf mallorquí de formació autodidacta (n. 1942).

Resta del món
- 1291 - Anhive (a prop de Namur), Comtat de Namur: Joan de Flandes, príncep-bisbe del principat de Lieja.
- 1533 - París: Geoffroy Tory, tipògraf francès (n. 1480).[21]
- 1536 - Niça (França): Garcilaso de la Vega, escriptor i militar espanyol, considerat un dels poetes més importants en llengua castellana.
- 1944 - Herrlingen, Alemanya: Erwin Rommel, militar alemany, que es guanyà el sobrenom de la Guineu del Desert durant la Segona Guerra Mundial (n. 1891).[22]
- 1959 - Vancouver, Colúmbia Britànica (Canadà): Errol Flynn, actor de cinema d'origen australià famós pels seus papers de bergant romàntic (n. 1909).[23]
- 1977 - La Moraleja (Madrid, Espanya): Bing Crosby, cantant i actor de cinema estatunidenc (n. 1903).[24]
- 1984 - Cambridge (Anglaterra): Martin Ryle, astrònom anglès, Premi Nobel de Física de l'any 1974 (n. 1918).
- 1989 - Los Angeles: Lucy Doraine, actriu de cinema hongaresa del cinema mut (n. 1898).[25]
- 1990 - Nova York (EUA): Leonard Bernstein, compositor, pianista i director d'orquestra estatunidenc (n. 1918).[26]
- 1999 - Londres, Regne Unit: Julius Nyerere, professor i polític tanzà, que exercí com a primer President de Tanzània des de la independència d'aquest territori l'any 1962 fins a la seva retirada l'any 1985 (n. 1922).[27]
- 2008 - Bedfordshire: Pat Moss, pilot de ral·lis d'automòbils, cinc cops campiona europea (n. 1934).[28]
- 2018 - Madrid, Espanya: Eduardo Arroyo Rodríguez, pintor espanyol d'estil figuratiu.
- 2019, New Haven, Connecticut (EUA): Harold Bloom, crític literari, Premi Internacional Catalunya 2002 (n. 1930).[29]

## Festes i commemoracions
- Onomàstica: Sants Calixt I, papa; Donacià de Reims, bisbe; venerable Climent Riera, cartoixà.
- Vinalesa: celebració del dia del patró Sant Honorat a les festes majors d'aquest municipi de la comarca valenciana de l'Horta Nord.